# Lex Irnitana

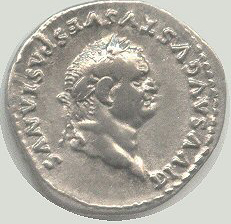
Moneda del emperador Vespasiano, bajo cuyo dominio se estableció probablemente la lex Irnitana.

Lex Irnitana, también conocida como Ley municipal Flavia Irnitana o Ley de Irni, es el nombre dado a una serie de piezas de bronce grabadas con ordenanzas romanas. Fueron halladas en 1981 en El Saucejo, lugar próximo a Sevilla (España), desenterrándose seis, cinco completas y otra fragmentada, de las diez tablas de bronce que componían la "Lex municipii Flavii Irnitanii" (las III, V, VII, VIII, IX, X). Fragmentos de la tabla II han sido descubiertos posteriormente.
Este hallazgo tiene un impacto significativo en el estudio de la estructura legal y administrativa de los municipios romanos en Hispania. Además de ser una fuente legal, proporciona una herramienta única para analizar la expansión y adaptación de las leyes en las regiones periféricas del Imperio Romano.

## Relación con las leyes Iulias y Flavias
La Lex Irnitana se interpreta como una reforma de las leyes municipales anteriores, particularmente de la Lex Iulia Municipalis atribuida a Augusto. Estas reformas flavias adaptaron el texto a las necesidades específicas de las provincias hispánicas tras la concesión del Ius Latii por Vespasiano, lo que permitió a los municipios hispanos beneficiarse del derecho latino, impulsando así la romanización de las élites locales.
Su texto traducido, fue dado a conocer por Álvaro d'Ors en 1984. D'Ors subrayó su importancia para comprender cómo las élites locales participaban en la administración romana, influyendo en los procedimientos legales y administrativos. Es la ley municipal romana más completa de las conocidas hasta ahora, ya que de otras ciudades se dispone de fragmentos o, a lo sumo, de alguna tabla completa. Está datada en la época flavia.

## Dimensiones de la tábula
- Altura, 91,5 cm
- Anchura, 57,5 cm
- Grosor, 0,6 cm

## Contenido
Contiene la regulación municipal de la ciudad hispanorromana de Irni y está firmada por el emperador Domiciano en Circei (Italia) en el año 91. Incluye subscriptos imperiales que reflejan la intervención directa del emperador en la formulación de ciertas disposiciones legales. Esto demuestra un sistema eficiente de comunicaciones imperiales, asegurando la rápida implementación de los decretos legales.
En realidad el texto de la ley era único para todas las ciudades que tenían el rango de municipio; solo se variaba el nombre del mismo cuando se inscribía en tablas de bronce para su exposición pública. Recoge las normas por las que debía regirse la vida municipal. Entre ellas, las que se refieren a las responsabilidades de las autoridades, el orden de intervención en las asambleas, la celebración de comicios, el nombramiento de jueces, las retribuciones de los trabajadores municipales, los gastos que podían hacerse con cargo al erario público, la ciudadanía romana, el nombramiento de tutores o el mantenimiento de la prohibición de los matrimonios mixtos entre romanos e indígenas, si bien establece una dispensa para los celebrados con anterioridad a la promulgación de la ley. Estas normativas también destacan por su contribución al proceso de romanización, integrando las élites locales en las estructuras del Imperio.

## Restricciones y herramientas de romanización
La Lex Irnitana restringía ciertas autonomías locales preexistentes, eliminando derechos como el ius peregrinorum y subordinando los municipios al sistema imperial romano. Este mecanismo fortaleció la cohesión administrativa y promovió la integración cultural mediante la adopción del derecho romano en todos los niveles municipales. Este proceso consolidó una estructura de poder centralizada en Hispania, garantizando la aplicación uniforme de las políticas imperiales.
Los capítulos 52 a 55 de la ley contienen parte de la normativa que rige las elecciones locales de carácter anual que permitían designar a los magistrados de la ciudad. Sus grandes semejanzas con las modernas elecciones hacen de estos pasajes un texto sumamente curioso, en el que además se nos instruye sobre los requisitos de los candidatos y la mecánica a seguir el día de las elecciones
La Ley de Irni reproduce en la práctica totalidad el texto de las leyes de Salpensa y Malaca, encajando también en ella los fragmentos conocidos de Basilippo e Itálica. Por su mayor extensión, la Ley de Irni aparece como el texto principal conocido de ley romana en las provincias.

## Uso técnico del término "creare"
El concepto de “creare” en la Lex Irnitana está directamente relacionado con la elección de magistrados municipales. Este términoimplica no solo un acto administrativo, sino una transferencia de autoridad formal que conectaba a los ciudadanos con el poder imperial, reflejando la adaptación de tradiciones republicanas a las provincias hispánicas bajo los Flavios. Este uso técnico también muestra una evolución terminológica que vincula el derecho romano clásico con las realidades provinciales de Hispania.

## Impacto de la carta de Domiciano
La carta final atribuida al emperador Domiciano en la Lex Irnitana legitima el texto legal y refleja la intervención directa del emperador en la administración municipal. Este documento no solo promueve la lealtad al emperador, sino que también subraya cómo las leyes municipales servían como herramientas de consolidación política para los Flavios. Este documento se interpreta como una muestra de la personalización del poder imperial, reforzando la centralización administrativa en las provincias.
Esta ley permite analizar cómo los edictos de los gobernadores provinciales debían implementarse en los municipios, mostrando una conexión directa entre las autoridades locales y el sistema imperial. También proporciona un marco comparativo entre los derechos locales anteriores y el derecho romano, reflejando la transición hacia una administración más centralizada.

## Onomástica y simbolismo cultural
La onomástica en los municipios flavios gobernados por la Lex Irnitana destacaba cómo los nombres latinos predominaban entre las élites locales. Esto simbolizaba un avance en la romanización cultural y política, al mismo tiempo que proyectaba una identidad provincial conectada con el prestigio de Roma. La elección de nombres y títulos romanos en las inscripciones también reflejaba un uso propagandístico para legitimar la autoridad imperial y las estructuras municipales.

## Contexto arqueológico
El municipio irnitano era desconocido antes de la aparición de estas tablas, sin que existiera una referencia en la epigrafía o las fuentes literarias. Las excavaciones realizadas en la zona de su hallazgo revelaron un poblado ibérico romanizado, sin que pueda asegurarse que sea Irni. La transición de nombres indígenas a nombres latinos documentados en las tablas sugiere un proceso avanzado de romanización cultural y política.
La casa en la que se localizaron las tablas parece que fue un taller de broncistas, a donde habrían sido trasladas para su fundición, probablemente hacia el siglo III-IV.

## Impacto del descubrimiento
Su descubrimiento modificó el panorama de las leyes municipales hispánicas, permitiendo dar por segura la existencia de aquella ley modelo, la Flavia, de la que los distintos municipios habrían extraído sus respectivas copias. Por su mayor extensión, la Ley de Irni aparece como el texto principal, relegando a un segundo plano las leyes de Salpensa y Malaca.
Este hallazgo destaca además por su capacidad para evidenciar las adaptaciones legales específicas de cada municipio hispánico, ilustrando la diversidad y uniformidad del sistema legislativo flavio.